# Scampia
Scampia je severní předměstí Neapole, patřící k osmému městskému obvodu. Vyznačuje se vysokou hustotou obyvatel, na ploše 4,23 km² zde žije okolo 40 000 obyvatel. Zajíždí sem linka 11 neapolského metra.
Městská zástavba zde vznikla v šedesátých letech dvacátého století. Počet obyvatel vzrostl, když ve čtvrti hledali útočiště lidé, kteří přišli o domovy při zemětřesení 23. listopadu 1980. Scampia je nejchudší částí Neapole, bez práce je zde více než šedesát procent obyvatel (ve skutečnosti ještě více, protože statistiky nezahrnují osoby nepřihlášené k trvalému pobytu). Působí zde zločinecká organizace Camorra, Scampia proslula v letech 2004 a 2005, kdy místní klan Paola Di Laura vedl krvavou válku proti konkurenci. Tyto události popisuje kniha Roberta Saviana Gomorrah, podle níž byl také natočen film a televizní seriál.
Nejproblematičtější částí Scampie je komplex sedmi výškových domů nazvaných podle svého tvaru Plachty (Vele di Scampia), který projektoval Francesco Di Salvo. Domy byly postupně vybydleny a staly se útočištěm bezdomovců a obchodníků s drogami. Část budov pak byla kvůli havarijnímu stavu zbořena. 
Architektonickou zajímavostí je sídliště zvané pro svůj neobvyklý tvar Case dei Puffi (Domy šmoulů). Na území čtvrti se nachází veřejný park, pojmenovaný podle Cira Esposita, fanouška SSC Neapol zabitého při fotbalových násilnostech. Scampia má čtyři kostely: San Giuseppe Moscati, Santa Maria Maddalena, Santa Maria Buon Rimedio a Resurrezione. Vznikly zde nástěnné malby umělce Jorita, zobrazující Angelu Davisovou a Piera Paola Pasoliniho.
V roce 2008 byl představen projekt na zlepšení životních podmínek, v jehož rámci zde byla zřízena pobočka Neapolské univerzity. V rámci prevence kriminality vznikla fotbalová škola Arci Scampia.